# Georges Pernoud
Pour les articles homonymes, voir Pernoud.
Ne doit pas être confondu avec Pernault.
Georges Alexis Denis Marie Pernoud, né le 11 août 1947 à Rabat au Maroc et mort le 10 janvier 2021 à Plaisir (Yvelines), est un journaliste, animateur et producteur de télévision français. Il est notamment connu pour être le créateur de l’émission de télévision Thalassa et son animateur de 1980 à 2017.

## Biographie

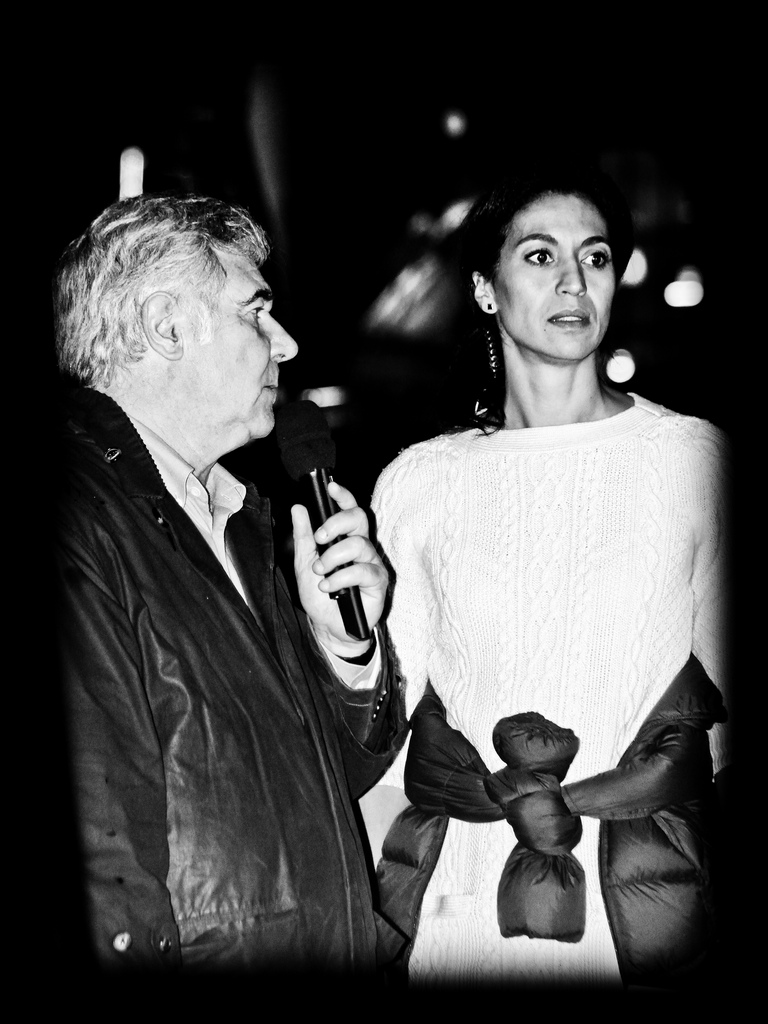
Georges Pernoud et Sabine Quindou (2011).

### Famille
Georges Alexis Denis Marie Pernoud naît le 11 août 1947 à Rabat, durant l’époque du Second empire colonial français, et plus précisément au protectorat français du Maroc. Il signe ses premiers ouvrages sous le nom de « Georges Alexis Pernoud ».
Il se marie avec Monique en 1973, avec qui il a deux filles : Fanny en 1975, et Julie en 1978.[réf. nécessaire]

### Débuts
Il commence sa carrière comme cadreur à l'ORTF en 1968. Il participe comme tel à deux expéditions d'Haroun Tazieff au Congo, sur le cratère du Nyiragongo, et en Éthiopie, dans la plaine du Dallol. En 1973, sa participation à la course de voile Whitbread sur 33 export entre Portsmouth et Le Cap lui révèle une passion naissante pour la mer et lui fait publier son premier livre. C'est durant cette course que Dominique Guillet, dit Gaïa, jeune marin angevin prometteur, disparaît en mer, durant la seconde étape, enlevé par une lame. Le 25 novembre 1973 a lieu sa toute première apparition à la télévision française dans le journal télévisé de la 2e chaîne de l'ORTF 24 heures sur la une[réf. nécessaire].

### Thalassa
Le 4 juin 1975, il propose au PDG de France 3 le projet de Thalassa, magazine télévisé consacré à la mer qui est accepté deux jours plus tard. La première émission, de trente minutes, est enregistrée à Marseille et diffusée le 27 septembre 1975 sur FR3 d'abord en voix off. Il devient animateur le 4 janvier 1980. L'émission est un succès et est diffusée à partir de 1989 en prime time chaque semaine, après avoir commencé comme mensuelle en fin de grille. L'audience est à son apogée au tournant des années 2000, permettant d'offrir à l'émission son propre studio aménagé à l'intérieur d'une péniche amarrée sur la Seine (le « Thalassa »), puis en 2004 la diffusion depuis la goélette Marité effectuant un tour des ports du littoral français, qui accostait chaque semaine dans un port différent où était tournée l'émission.
À partir de février 1990, il crée et produit l'émission sur la découverte du monde Faut pas rêver, et divers documentaires pour France 3. De 1999 à 2015, il est président de la chaîne thématique Planète+ Thalassa.
Mécontent de la programmation de plus en plus erratique de Thalassa (qui devient un bouche trou) selon ses dires, et affaibli par des soucis de santé, il annonce son départ de l'émission le 21 avril 2017, et fait sa dernière apparition le 30 juin 2017 à Saint-Malo dans un ultime numéro qui lui est entièrement consacré. Fanny Agostini lui succède.
Lorsqu'il arrête Thalassa, il est l'animateur français ayant eu la plus grande longévité à la tête d'une émission de télévision française, de 1980 à 2017,.

### Mort
Il meurt le 10 janvier 2021,,, dans un hôpital de Plaisir, des suites de la maladie d'Alzheimer.
Il est inhumé le 16 janvier à Monestier (Dordogne) où il possédait une maison.

## Hommages
Les skippers engagés sur le Vendée Globe 2020-2021 lui rendent hommage en envoyant des messages depuis leurs positions respectives sur les différents océans,.

Preuve de l'importance qu'avait prise Georges Pernoud pour les Français, l'annonce de sa mort est suivie de nombreux témoignages de sympathie, du monde de la mer bien sûr mais aussi de la sphère politique ou écologiste, et jusqu'au président Emmanuel Macron qui écrit : 

« Avec Thalassa qu’il créa et présenta pendant près de 40 ans, Georges Pernoud a transmis aux Français son amour de la mer et des paysages. À notre génération, aujourd’hui, de protéger cette nature qu’il nous a appris à connaître. »

— Emmanuel Macron, tweet du 11 janvier 2021.
Le 15 janvier 2021, la chaîne France 3 lui rend hommage par une soirée spéciale retraçant sa vie et son parcours professionnel.
La base nautique de Neufchâtel-Hardelot porte son nom.

## Distinctions

### Décorations
Le 30 décembre 2011, Georges Pernoud est nommé au grade de chevalier dans l'ordre national de la Légion d'honneur au titre de « journaliste ; 45 ans de services ».
La même année, il est nommé officier de l'ordre des Arts et des Lettres et en 2012, il est nommé chevalier de l'ordre du Mérite maritime.

### Médailles
Il est titulaire de la Grande médaille d'or des explorations de la Société de géographie depuis 1999 et de la médaille de la Ville de Saint-Malo en 2017.

### Prix
Il reçoit le 7 d’or pour l’émission  Thalassa en 1986, 1990, 1991, 1997, et le prix Roland-Dorgelès en 2005.

## Publications
- Georges Alexis Pernoud, Une équipe, un bateau : 13 000 kilomètres dans la course autour du monde à bord du "33 export", Fernand Nathan, 1974, 170 p.
- Julia Ferloni (préf. Georges Pernoud), Lapérouse : Voyage autour du monde, Éditions de Conti, 2005, 127 p. (ISBN 978-2351030004).
- Georges Pernoud (préf. Erik Orsenna), Bon vent !, Carnets Nord, 2015, 304 p. (ISBN 978-2355361760).
- Chantal Loiselet et Patrick Deschamps (préf. Georges Pernoud), Démerdez-vous pour être heureux ! : Le Bel Espoir du père Jaouen, Glénat, coll. « Hommes & Océans », 2015, 240 p. (ISBN 978-2723483001).
- Comme un poisson dans l'eau : (15 ans de Thalassa), Conti, 1990.